# Caconeura t-coerulea
Caconeura t-coerulea là loài chuồn chuồn trong họ Platycnemididae. Loài này được Fraser mô tả khoa học đầu tiên năm 1933.